# 苗栗白花龙
苗栗白花龙（学名：Styrax faberi var. matsumuraei）为安息香科安息香属下的一个变种。

## 扩展阅读
- 維基物種上的相關：苗栗白花龙